# Irrational Games
Irrational Games (známá také jako 2K Boston, Inc./2K Australia Pty. Ltd.) byla videoherní vývojářská firma založena roku 1997 třemi bývalými zaměstnanci firmy Looking Glass Studios: Kenem Levinem , Jonathan Chey a Robert Farmier. 9. ledna 2006 Take-Two Interactive oznámilo, že koupilo Irrational Games a že bude vydávat jejich hry pod značkou 2K Games.
Ve svých nejlepších časech mělo Irrational dvě studia, jedno v Quincy v Massachusetts kousek od Bostonu; druhé v Canbeře v Austrálii.
Třetí studio, 2K Marin, bylo odděleno od 2K Boston roku 2007. 2K Marin spolupracovalo s 2K Australia na hře Bioshock 2.
Studio v Canbeře (2K Australia) se od Bostonského studia oddělilo po roce 2007 a v roce 2010 se sloučilo s 2K Marin.

## Historie
- 1997 – Založeno studio „Irrational Games Boston“ třemi bývalými členy Looking Glass Studios Kenem Levinem , Jonathanem Cheyem a Robertem Fermierem.
- 1999 – Vydána hra System Shock 2.
- 2000 – V Canbeře otevřeno studio „Irrational Games Australia“, jehož vedení se ujal Jonathan Chey. Ukončen vývoj hry Deep Cover.
- 2002 – Kvůli právním problémům s vydavatelstvím Crave Entertainment ukončen vývoj hry The Lost.
- 2004 – Designéři z Irrational Ed Orman a Dean Tate získávají ocenění za „Nejlepší design“ v Australian Game Developer Awards. Stejně tak studio získává ocenění za „Nejlepší hru roku 2004“ a „Nejlepší počítačovou hru“.
- 2005 – Bostonské studio se přesouvá do širších prostor – do Quincy v Massachusetts. Studio si ponechává název „Irrational Games Boston“.
- 2006 – Pod vydavatelstvím 2K Games získává Take-Two Interactive firmu Irrational Games.
- 2007 – 10. srpna přejmenováno Irrational Games na 2K Boston a 2K Australia. 21. srpna vydána hra BioShock, která sklidila široký ohlas kritiků a ihned se začala ohromně prodávat.
- 2010 – 8. ledna 2K Boston ohlašuje návrat ke svému originálnímu názvu „Irrational Games“. 2K Australia se spojuje s 2K Marin a 14. dubna oznamuje XCOM.

Krátce poté, co byl vydán BioShock, se začaly šířit fámy, že mnoho z těch, kteří na hře pracovali, opustili 2K Boston/Australia. V roce 2007 se pět členů týmu 2K Boston přesunulo do nového studia 2K Games v Novato v Kalifornii. Brzy poté oznámilo 2K Games vznik 2K Marin ve městě Novato.
Ještě než Irrational začalo s vývojem hry BioShock Infinite, udělalo studio pár předběžných prací pro XCOM projekt, ze kterého se později vyklubalo The Bureau: XCOM Declassified.

## Seznam videoher
| Rok  | Název                           | Platformy | Platformy | Platformy | Platformy | Platformy | Platformy | Platformy |
| Rok  | Název                           | Mac       | PS3       | Win       | X360      | Linux     | iOS       |           |
| ---- | ------------------------------- | --------- | --------- | --------- | --------- | --------- | --------- | --------- |
| 1999 | System Shock 2                  | Ano       | Ne        | Ano       | Ne        | Ano       | Ne        |           |
| 2002 | Freedom Force                   | Ano       | Ne        | Ano       | Ne        | Ne        | Ne        |           |
| 2004 | Tribes: Vengeance               | Ne        | Ne        | Ano       | Ne        | Ne        | Ne        |           |
| 2005 | Freedom Force vs the 3rd Reich  | Ne        | Ne        | Ano       | Ne        | Ne        | Ne        |           |
| 2005 | SWAT 4                          | Ne        | Ne        | Ano       | Ne        | Ne        | Ne        |           |
| 2006 | SWAT 4: The Stetchkov Syndicate | Ne        | Ne        | Ano       | Ne        | Ne        | Ne        |           |
| 2007 | BioShock                        | Ano       | Ano       | Ano       | Ano       | Ne        | Ano       |           |
| 2013 | BioShock Infinite               | Ano       | Ano       | Ano       | Ano       | Ano       | Ne        |           |

### Ukončené videohry
- Deep Cover
- Division 9
- Monster Island
- The Lost
- Freedom Force 3
- Bezejmenná verze Bioshocku na PS Vita